# Rorippa camelinae
Rorippa camelinae là một loài thực vật có hoa trong họ Cải. Loài này được Spach miêu tả khoa học đầu tiên.